# Estación de Braga
La Estación Ferroviaria de Braga, también conocida como Estación de Braga, es una plataforma del Ramal de Braga, que sirve la localidad de Braga, en Portugal.

## Descripción

### Localización y accesos
La Estación se localiza junto a la localidad de Braga, teniendo acceso directo por la Avenida de la Estación.

### Servicios
La estación acoge servicios de pasajeros de la tipología Alfa Pendular y Urbano

### Clasificación, vías y plataformas
En 2004, la estación tenía la clasificación B de la Red Ferroviaria Nacional; en 2010, tenía 6 vías de circulación, cuyas longitudes variaban entre los 400 y los 221 metros, y 4 plataformas, todas con 220 metros de extensión y 90 centímetros de altura.

## Historia

### Inauguración
El Ramal de Braga fue abierto a la explotación el 21 de mayo de 1875.

### La estación en elsigloXX
En 1926, la Dirección de los Ferrocarriles del Miño y Duero tenía la explotación de una línea de autobuses, que unía esta estación al Santuário del Bom Jesus del Monte. En 1933, la Estación sufrió obras de recuperación y mejoramiento, y, en el año siguiente, se instaló la iluminación eléctrica en la segunda plataforma.

### Construcción de la nueva estación
En 2003, en el ámbito del proyecto "Estaciones con Vida" de la Red Ferroviaria Nacional, esta estación sufrió profundas obras de remodelación; el proyecto, cuyo propósito es transformar las estaciones en espacios de dinamización social, cultural y económica de las localidades donde se insertan, implicó, en el caso de esta estación, la construcción de un nuevo edificio, con espacios comerciales y de servicios, como restaurantes y comercios, y la instalación de jardines y aparcamiento. El antiguo edificio dejó de ser utilizado como plataforma ferroviaria, pasando a ser utilizado para actividades socioculturales.
La nueva estación fue inaugurada el 21 de  abril de 2004, en el mismo día en que el Ramal de Braga fue reabierto después de obras de modernización, realizadas por la Red Ferroviaria Nacional. En 2010, parte del antiguo edificio de la estación fue ocupado por una escuela de formación en el área de las artes visuales.